# Belgisch kampioenschap tijdrijden voor elite zonder contract

De Belgische kampioenentrui

Het Belgisch kampioenschap tijdrijden voor Elite zonder contract is een jaarlijkse tijdrit in België voor renners met Belgische nationaliteit van 23 jaar en ouder, die geen lid zijn van een professioneel wielerteam. Er wordt gereden voor de nationale titel.

## Erelijst
| Jaar | Plaats                | Winnaar                | 2de                  | 3de                   |
| 2024 | Binche                | Rutger Wouters         | Elias Van Breussegem | Guillaume Seye        |
| 2023 | Herzele               | Elias Van Breussegem   | Guillaume Seye       | Jari Verstraeten      |
| 2022 | Gavere                | Guillaume Seye         | Jari Verstraeten     | Rutger Wouters        |
| 2021 | Ingelmunster          | Guillaume Seye         | Rutger Wouters       | David Boucher         |
| 2020 | Koksijde              | Rutger Wouters         | David Boucher        | Benjamin Verraes      |
| 2019 | Middelkerke           | Kurt Geysen            | Rutger Wouters       | Benjamin Verraes      |
| 2018 | Anzegem               | Benjamin Verraes       | Sander Elen          | Julien Van Den Brande |
| 2017 | Chimay                | David Boucher          | Kevin De Jonghe      | Gianni Marchand       |
| 2016 | Mol-Postel            | Elias Van Breussegem   | Kevin De Jonghe      | David Boucher         |
| 2015 | Postel                | Frederik Frison        | Jimmy Janssens       | Kurt Geysen           |
| 2014 | Hooglede              | Benjamin Verraes       | Kurt Geysen          | Sander Cordeel        |
| 2013 | Maldegem              | Jean-Michel Comminette | Christophe Sleurs    | Dimitri Claeys        |
| 2012 | Lacs de l'Eau d'Heure | Laurent Vanden Bak     | Benjamin Verraes     | Jérôme Giaux          |
| 2011 | Duisburg              | Sander Cordeel         | Benjamin Verraes     | Kess Heytens          |
| 2010 | Habay-la-Neuve        | Thomas Degand          | Ludovic Mottet       | Joeri Calleeuw        |
| 2009 | Saint-Ghislain        | Steven Thys            | Joeri Calleeuw       | Nico Kuypers          |
| 2008 | Moeskroen             | Steven Thijs           | Marc Streel          | Nico Kuypers          |
| 2007 | Maldegem              | Bart Laeremans         | Kevyn Ista           | Steven Thijs          |
| 2006 | Wachtebeke            | Dries Devenyns         | Marc Streel          | Tony Bracke           |
| 2005 | Halle                 | Marc Streel            | Christophe Bracke    | Pieter Duyck          |
| 2004 | Wachtebeke            | Joseph Boulton         | Christophe Bracke    | Tom Stubbe            |
| 2003 | Wachtebeke            | Chris Deckers          | Christophe Bracke    | Joseph Boulton        |
| 2002 | Geel                  | Geert Verdeyen         | Renaud Boxus         |                       |
| 2001 | Torhout               | Chris Deckers          | Stefaan Vermeersch   | Geert Verdeyen        |
| 2000 | Sint-Niklaas          | Geert Verdeyen         | Georg Van Oudenhove  | Joseph Boulton        |
| 1999 |                       |                        |                      |                       |
| 1998 |                       |                        |                      |                       |
| 1997 |                       |                        |                      |                       |
| 1996 |                       | Bert Roesems           | Chris Deckers        | Renaud Boxus          |
| 1995 | Heizel                | Renaud Boxus           | Chris Deckers        | Anthon Vermaerke      |
| 1994 | Heizel                | Gunther De Winne       | Anthon Vermaerke     | Glenn D'Hollander     |
| 1993 |                       | Nico Mattan            | Stefan Sels          | Wim Vansevenant       |
| 1992 |                       | Nico Mattan            | Stefan Sels          | Marc Streel           |
| 1991 | Heizel                | Danny In 't Ven        | Cedric Van Lommel    | Pierre Herinne        |
| 1990 | Heizel                | Danny In 't Ven        | Michel Cargnello     | Franky De Buyst       |
| 1989 |                       | Pierre Herinne         | Bart Leysen          | Johan Verstrepen      |
| 1988 | Heizel                | Danny Dusausoit        | Peter Verbeken       | Thierry Brock         |
| 1987 |                       | Danny Lippens          | Peter Verbeken       | Marc Brebels          |
| ...  | ...                   | ...                    | ...                  | ...                   |

## Meervoudige winnaars
| Overwinningen | Renner               | Jaren       |
| ------------- | -------------------- | ----------- |
| 2             | Danny In 't Ven      | 1990 + 1991 |
| 2             | Nico Mattan          | 1992 + 1993 |
| 2             | Geert Verdeyen       | 2000 + 2002 |
| 2             | Chris Deckers        | 2001 + 2003 |
| 2             | Steven Thys          | 2008 + 2009 |
| 2             | Benjamin Verraes     | 2014 + 2018 |
| 2             | Guillaume Seye       | 2021 + 2022 |
| 2             | Elias Van Breussegem | 2016 + 2023 |
| 2             | Rutger Wouters       | 2020 + 2024 |